# Bergschule St. Elisabeth
Die Bergschule St. Elisabeth, staatlich anerkannte Verbundschule  mit Gymnasium und Regelschulzweig in Heilbad Heiligenstadt, ist eine Einrichtung der Erziehung und des Unterrichts im christlichen Geist. Sie nahm ihren Schulbetrieb im September 1991 auf. Das Gymnasium ist seit 2006 Europaschule. Die Bergschule St. Elisabeth befindet sich in der Trägerschaft des Bistums Erfurt.

## Geschichte

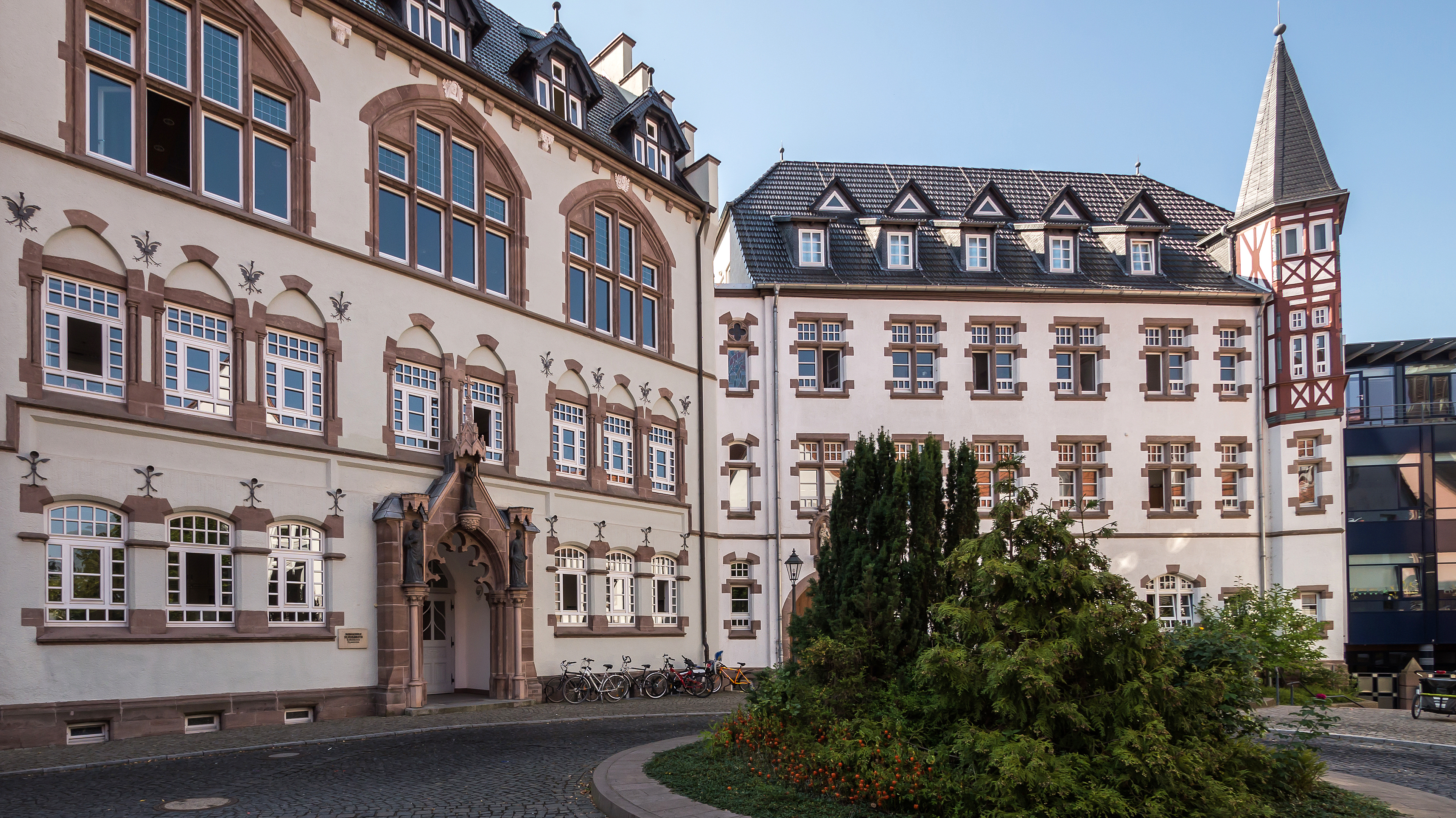
Altbau der Schule

Bereits seit 960 befand sich bei der Heiligenstädter Kirche St. Martin eine Stiftsschule. Im Jahre 1862 schlossen sich erste Lehrerinnen der Ordensgemeinschaft der Schwestern der hl. Maria Magdalena Postel an und begründeten damit die erste Niederlassung dieses Ordens in Deutschland und dessen dortigen Sitz bis zur Teilung Deutschlands. In den darauffolgenden Jahren wurde sowohl ein Kindergarten als auch ein Lehrerseminar eingerichtet.
Erste Schwierigkeiten ergaben sich in den Jahren des Kulturkampfes ab 1872. Nach einer „Gnadenfrist“ mussten die Schwestern ihre Lehrtätigkeit einstellen und das Land verlassen. Sie gingen nach Toul in Lothringen und nahmen dort ihre Lehrtätigkeit wieder auf. Dort ausgebildete Schülerinnen begannen dann wieder den Schulbetrieb in Heiligenstadt, zunächst auf privater Basis. Nach und nach kehrten ab 1888 die Schwestern zurück. Zunächst unterrichteten sie an der privaten Nachfolgeschule, die dann 1891 wieder auf den Berg zog. Die Schule war nun eine Höhere Mädchenschule; hier wurden Lehrerinnen ausgebildet.
In der Zeit des Nationalsozialismus folgte die Einstellung jeder erzieherischen Tätigkeit. Erst mit dessen Ende 1945 fand wieder Schulunterricht statt. Allerdings wurde bereits im Jahr 1953 von den Behörden der vier Jahre zuvor gegründeten DDR wieder die Unterrichtsbefähigung abgesprochen. Im Jahr 1964 wurde der Schulbetrieb in Form einer hauswirtschaftlichen Grundausbildung („Aspirantur“) wieder aufgenommen; 1968 wurde die Ausbildung von Gruppenerzieherinnen für den Bereich kirchlicher Kindergärten begonnen. Diese Ausbildung war kirchlich nicht anerkannt.
Nachdem auf den heiligenstädter Montagsdemonstrationen 1989 der Ruf nach der Wiedereröffnung der Schule laut wurde, erwirkten die Schwestern nach Rücksprache mit dem Bischof von Erfurt Joachim Wanke (damals noch Administrator des Bischöflichen Amtes Erfurt und Meiningen) eine Neugründung des Gymnasiums. Noch vor dem Beitritt der DDR zur Bundesrepublik Deutschland am 3. Oktober 1990 erteilte das Ministerium für Bildung und Wissenschaft der DDR die staatliche Genehmigung. Am 1. September 1991 begann der Unterricht am Gymnasium. 1996 legten die ersten Schüler ihr Abitur an der Bergschule ab. Das Gruppenerzieherinnenseminar bestand fort. Um dieses herum wurden Berufliche Schulen aufgebaut, an denen Schulabschlüsse und Berufsabschlüsse angestrebt werden können.
2021 wurde bekannt, dass ein vollständiger Neubau der Schule an einem anderen Standort geplant ist. Im April 2022 wurde ein Bebauungsplan durch den Ortschaftsrat Leinefelde genehmigt.
Zu Beginn des Schuljahres 2023/24 wurden neben zwei 5. Klassen im Gymnasium nun zwei 5. Klassen des neu geschaffenen Regelschulzweiges aufgenommen. Dies ist Teil der Neuaufstellung der Bergschule im Hinblick auf Neubau und Umzug. Die Bergschule ist nun Verbundschule.

## Pädagogische Ausstattung

### Chor
Bekannt ist die Bergschule insbesondere für den 1996 gegründeten Chor, welcher regelmäßig an Wallfahrtsgottesdiensten und Konzerten teilnimmt, sowie an fünf CD-Produktionen mitgewirkt hat.

### Europaschule
Von den in der Vergangenheit als Europaschule organisierten Austauschen mit Schulen in England, Frankreich, Belgien, Polen, Russland und Ungarn besteht heute nur noch ein regelmäßiger Austausch der Jahrgangsstufe 11 mit St. Margit in Budapest. Stattdessen wurden sie durch verpflichtende Schülerfahrten, u. a. nach Frankreich und England ersetzt. Man bemüht sich, weitere Kontakte ins Ausland zu knüpfen.
Das Fremdsprachenangebot wird seit 2005 um einen bilingualen Zug ergänzt. In diesem Fall wird das Fach Geografie ab Klasse 7 in englischer Sprache unterrichtet.